# Victor et Victoria (film, 1957)
Pour les articles homonymes, voir Victor et Victoria.
Pour plus de détails, voir Fiche technique et Distribution.
Victor et Victoria (Viktor und Viktoria) est un film allemand réalisé par Karl Anton sorti en 1957.
Il s'agit d'un remake du film homonyme de 1933, assez éloigné cependant de l'original.

## Synopsis
Le transformiste Victor vient de quitter son appartement parisien. Après une nuit sur un banc d'un parc, il a une voix rauque et rate une audition. Il n'a plus d'argent et ne peut plus se servir de sa voix pour une audition pour une publicité. À l'audition, est recalée aussi la jeune Erika qui commence tout juste sa carrière. Ils se retrouvent tous les deux à vendre des saucisses, les deux chanteurs décident d'unir leurs forces : le temps d'une soirée, Erika se ferait passer pour Viktor en faisant semblant d'être un homme qui se déguise en femme. La prestation est un grand succès. On leur propose un engagement dans un véritable vaudeville parisien. Ils rencontrent le grand directeur Jean Perrot. Perrot emmène Erika, qui se fait passer pour Erich, dans un bar. Ils fument et boivent ensemble, mais Erika perd sa carte d'identité ; Perrot découvre alors qu'Erich est en fait une femme.
Erika récupère sa carte d'identité aux objets trouvés. De nouveau femme, elle voit à nouveau Perrot et se présente comme la sœur d'Erich. Alors que Perrot flirte avec Erika et qu'"Erich" est furieux contre sa sœur, Viktor est méfiant : il craint non seulement que la mascarade soit révélée, mais aussi la perte de sa partenaire de scène. Il met en garde Erika que Perrot est un coureur de jupons et jure que Perrot l'oubliera s'il ne voit pas Erika pendant trois jours. Perrot invite Erika à dîner le lendemain. Erika apprend par Lacoste, l'adjoint de Perrot, que Perrot va se fiancer. Elle ne sait pas que Perrot veut demander sa main, elle pense qu'il s'agit de la riche femme qu'elle a vue avec lui dans le restaurant. Attristée, elle va en Allemagne et envoie une lettre à Viktor dans laquelle elle dit qu'elle a assassiné son frère. La police croit à un vrai assassinat et arrête Erika à la frontière. Perrot, qui courrait après elle, avoue être complice de l'assassinat. Erika et Perrot sont ramenés à Paris. Viktor a trouvé une remplaçante en la personne de la blonde Titine et présente son numéro. Il veut épouser Titine de même que Perrot et Erika, après la clarification de l'avocat de Perrot, s'enlacent sur scène.

## Fiche technique
- Titre français : Victor et Victoria[1]
- Titre original : Viktor und Viktoria
- Réalisation : Karl Anton assisté de Ralph Lothar (de)
- Scénario : Curt Johannes Braun (de)
- Musique : Heino Gaze (de)
- Direction artistique : Emil Hasler, Walter Kutz
- Costumes : Walter Kraatz, Hanne-Lore Kuley, Kurt Märzke
- Photographie : Willy Winterstein
- Son : Oskar Haarbrandt
- Montage : Annemarie Rokoss
- Production : Waldemar Frank (de)
- Sociétés de production : Central-Europa-Film
- Société de distribution : Prisma
- Pays de production :  Allemagne de l'Ouest
- Langue : allemand
- Format : Noir et blanc — 35 mm — 1,37:1 — Son : Mono
- Genre : Comédie, Film musical
- Durée : 107 minutes (1 h 47)
- Dates de sortie :
  - Allemagne de l'Ouest : 16 avril 1957.
  - France : 16 janvier 1959[1].

## Distribution
- Johanna von Koczian : Erika Lehr
- Georg Thomalla : Viktor Hempel
- Johannes Heesters : Jean Perrot
- Annie Cordy : Titine
- Boy Gobert : Lacoste
- Carola Höhn : La marquise de Sevigné
- Werner Finck : Hinz
- Franz-Otto Krüger : Le commissaire
- Kurt Pratsch-Kaufmann : Le patron du magasin de saucisses
- Gerd Frickhöffer : Le portier de l'hôtel
- Stanislav Ledinek : Le serveur au bar
- Waltraut Runze : La kiosquière
- Kurt Vespermann : L'intendant
- Henry Lorenzen (de) : Le dresseur d'animaux
- Wolfgang Gruner (de) : Le premier coiffeur
- Ralf Wolter : Le second coiffeur
- Hilla Hofer : La chef de rang
- Edhilt Rochell : La secrétaire